# Pleubian
Pleubian (en bretó Pleuvihan) és un municipi francès, situat a la regió de Bretanya, al departament de Costes del Nord. L'any 1999 tenia 2.691 habitants.

## Demografia
| 1962                                       | 1968  | 1975  | 1982  | 1990  | 1999  |
| ------------------------------------------ | ----- | ----- | ----- | ----- | ----- |
| 3.523                                      | 3.533 | 3.401 | 3.293 | 2.963 | 2.691 |
| Des de 1962: població sense dobles comptes |       |       |       |       |       |

## Administració
| Període | Identitat | Partit |
| ------- | --------- | ------ |
| 2001-   | Loïc Mahé |        |

## Personatges il·lustres
- Erwan Berthou, poeta en bretó.